# Alexander Kaltner
Alexander Kaltner (* 24. Oktober 1999 in München) ist ein deutscher Fußballspieler. 

## Karriere
Kaltner begann mit dem Fußballspielen in der Jugendabteilung der SpVgg Unterhaching. Dort kam er auch zu seinem ersten Einsatz im Profibereich in der 3. Liga, als er am 23. Februar 2019, dem 25. Spieltag, bei der 0:1-Auswärtsniederlage gegen Eintracht Braunschweig in der 85. Spielminute für Maximilian Bauer eingewechselt wurde. Nach nur zwei weiteren Ligaeinsätzen wurde der Angreifer Ende Januar 2020 bis Saisonende gemeinsam mit seinen Mannschaftskameraden Niclas Anspach, Christoph Ehlich und Stephan Mensah in die Regionalliga Bayern an den Kooperationsverein TSV 1860 Rosenheim verliehen.
Nach mehreren schweren Verletzungen wechselte Kaltner zum Saisonstart 2022 zum MTV München.